# Komorní Lhotka
Komorní Lhotka (polnisch Ligotka Kameralna, deutsch Kameral Ellgoth) ist eine Gemeinde in Tschechien. Sie liegt zehn Kilometer südwestlich von Frýdek-Místek an der Stonávka in den Mährisch-Schlesischen Beskiden und gehört zum Okres Frýdek-Místek.

## Geographie
Komorní Lhotka befindet sich am nördlichen Fuße der Beskiden an der Einmündung der Ráztoka in die Stonávka. Südöstlich liegt der Godula (737 m), südlich der Kyčera (767 m).
Nachbarorte sind Hnojník im Norden, Smilovice im Osten, Řeka, Godula und Hůra im Südosten, Stonávka im Südwesten, Amerika, Podlesí, Hlíniky und Dobratice im Westen.

## Geschichte
Die erste urkundliche Erwähnung des Dorfes Bučkova Lhota stammt von 1455. Der Name des Ortes änderte sich im Laufe der Zeit mehrfach. 1506 ist er als Lhota überliefert und aus dem Anfang des 16. Jahrhunderts existieren die Bezeichnungen Valašská Lhota und Střižná Lhota. Ab 1621 wurde der Ort Ves Elgotka, später Střední Lhota, Prostřední Lhota, Elgoth, Ligotka Gnojnicka, Lhotka nad Hnojníkem, Líhotka und seit 1808 Litka genannt. Ab 1885 war der Name dann Lhotka und 1884 entstand der heutige Ortsname. Dieser wurde zu Beginn des 20. Jahrhunderts in Ligotka Kameralna bzw. Cameral Elgot zur Unterscheidung gleichnamiger Orte abgeändert. Im Tal der Ráztoka wurden früher Steinbrüche betrieben, in denen der graugrüne Godulasandstein sowie Schiefer gewonnen wurde. Die Einwohner waren größtenteils evangelisch und trafen sich bis 1781 zu heimlichen Gottesdiensten auf dem Godula.
Nach der Aufhebung der Patrimonialherrschaften bildete Cameral Ellgoth ab 1850 eine politische Gemeinde im Bezirk Teschen. 1860 eröffnete der Bauer Jiří Valica am Fuße des Godula ein Kräuterbad. 1880 gründete der Bürgermeister Adam Walach eine Wasserheilanstalt. Im Tal der Ráztoka entstand 1893 am Fuße des Berges Ropička ein Schießplatz der k.u.k. Armee. Ab 1920 gehörte Komorní Lhota zum Bezirk Český Těšín. 1921 wurde das Kräuterbad erweitert und umgebaut. Nach dem Ersten Weltkrieg entstand aus der Wasserheilanstalt ein Touristenhotel. 1936 gab die tschechoslowakische Armee den Schießplatz auf.
1938 kam Ligotka Kameralna als Teil des Olsagebiets zu Polen. Von 1939 bis 1945 gehörte Kameral Ellgoth zum Landkreis Teschen und kam nach Kriegsende zur Tschechoslowakei zurück. nach der Auflösung des Okres Český Těšín wurde die Gemeinde 1961 dem Okres Frýdek-Místek zugeordnet. Im Jahre 1980 wurde Komorní Lhotka nach Hnojník eingemeindet, seit 1990 besteht die Gemeinde wieder. In Komorní Lhotka lebt eine starke polnische Minderheit mit einem Bevölkerungsanteil von 21,5 % (2001).

## Gemeindegliederung
Für die Gemeinde Komorní Lhotka sind keine Ortsteile ausgewiesen. Zu Komorní Lhotka gehören die Ansiedlungen Poruby und Stonávka.

## Sehenswürdigkeiten

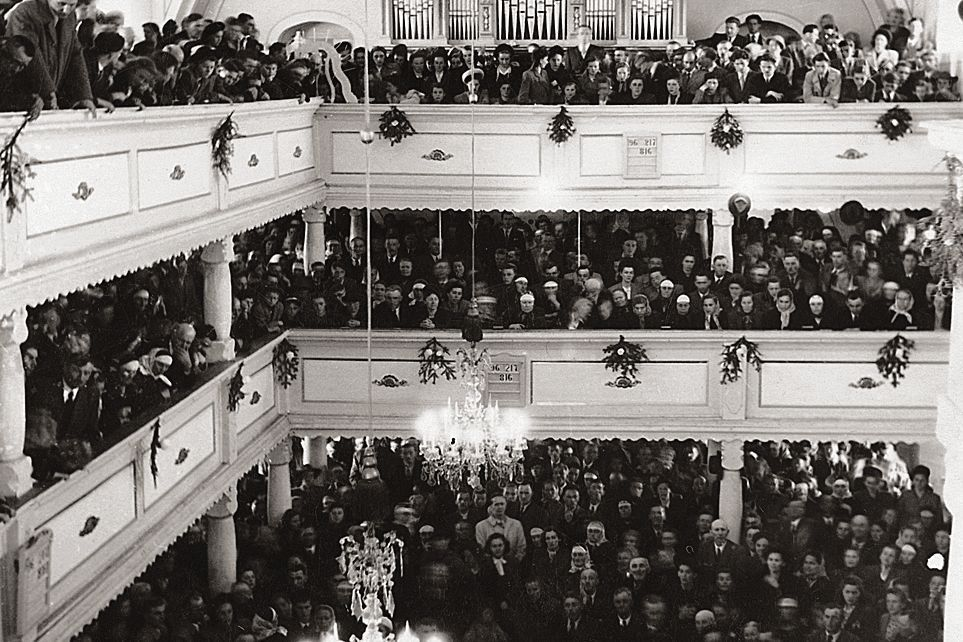
Evangelische Toleranzkirche

- Evangelische Toleranzkirche, erbaut 1782 als Bethaus, mit Familiengrabstätte von Johann Gottlieb Tschammer auf Iskrziczin
- Katholische Kirche, erbaut 1829 im neogotischen Stil aus Godulasandstein
- Toleranzdenkmal am Godula, 1931 anlässlich 150. Jubiläums des Toleranzpatentes errichtet
- Kräuterbad Komorní Lhotka

## Persönlichkeiten
- Karl Kulisz wirkte von 1899 bis 1919 als evangelischer Pfarrer in Cameral Ellgoth.